# Stout Spur
Der Stout Spur ist ein rund 1600 m hoher, messerförmiger Felssporn im westantarktischen Queen Elizabeth Land. In der Patuxent Range der Pensacola Mountains ragt er 5 km östlich des Mount Campleman am Nordrand des Mackin Table auf.
Der United States Geological Survey kartierte ihn anhand eigener Vermessungen und Luftaufnahmen der United States Navy aus den Jahren zwischen 1956 und 1966. Das Advisory Committee on Antarctic Names benannte ihn 1968 nach Dennis Kenneth Stout (1941–2007), Funker auf der Palmer-Station im antarktischen Winter 1967.